# Manitowoc

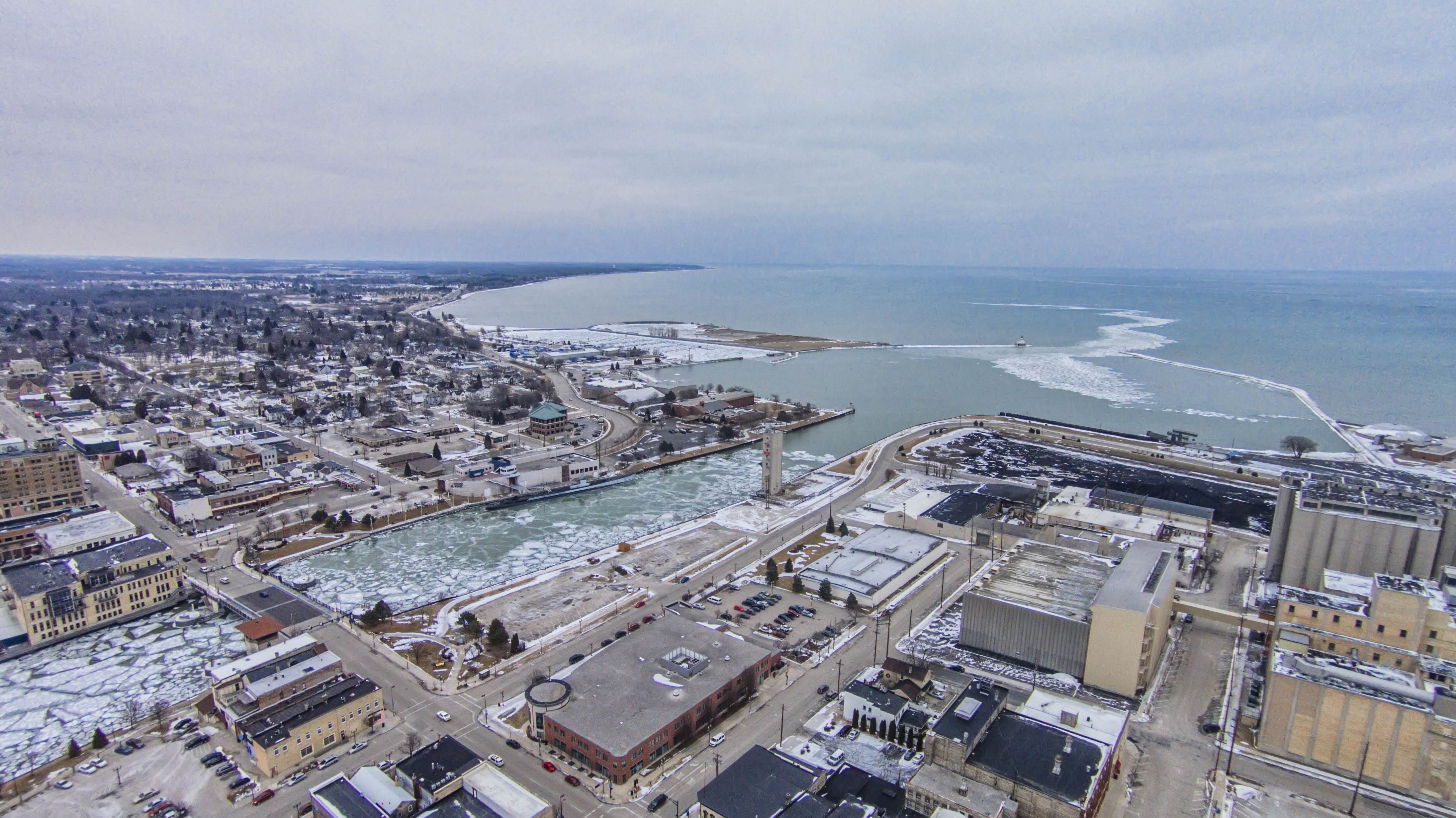
Manitowocfloden rinner ut i Lake Michigan.

Manitowoc är en stad i Manitowoc County, Wisconsin, USA. Staden ligger vid Lake Michigan utmed Manitowocfloden. Enligt folkräkningen år 2000 har staden en befolkning på 34,053. Manitowoc är administrativ huvudort (county seat) i Manitowoc County. 
Bland företag i staden är The Manitowoc Company, Burger Boat Company, Bio-Blend Fuels och Orion Energy Systems.

## Kända personer
- Steven Avery
- Henry Baetz
- Gerald W. Clusen
- E. H. Ellis, borgmästare
- Charles E. Estabrook
- Peter Fanta
- Doug Free
- Edgar A. Jonas
- Ardis Krainik
- Francis J. Lallensack
- Stoney McGlynn, MLB-spelare.[5]

## Tvillingstad
- Kamogawa.